# Montelibretti
Montelibretti es una localidad italiana de la provincia de Roma, región de Lacio, con 5090 habitantes.

## Evolución demográfica
| Gráfica de evolución demográfica de Montelibretti entre 1861 y 2001 |
|                                                                     |
| Fuente ISTAT - elaboración gráfica de Wikipedia                     |